# Domino a cascata

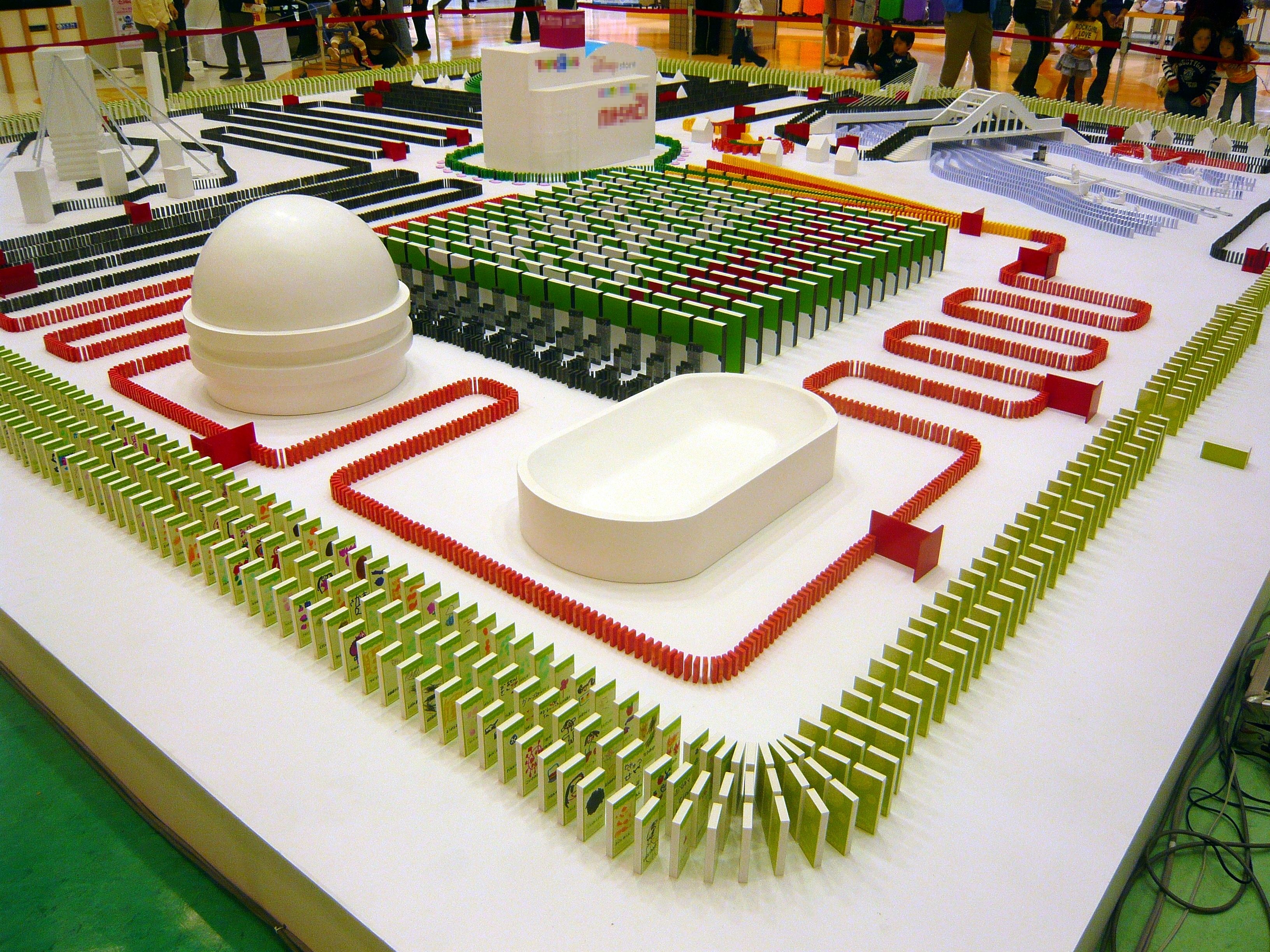
Un allestimento per un domino show

Il domino a cascata è l'attività di allineare le tessere del domino in sequenza, e quindi innescare la prima della fila per creare una reazione a catena chiamata anche effetto domino. Una competizione tra due o più giocatori per essere i primi a far cadere tutte le tessere è anche chiamata domino rally, mentre se l'attività viene mostrata a un pubblico, viene chiamata domino show. 

## Descrizione

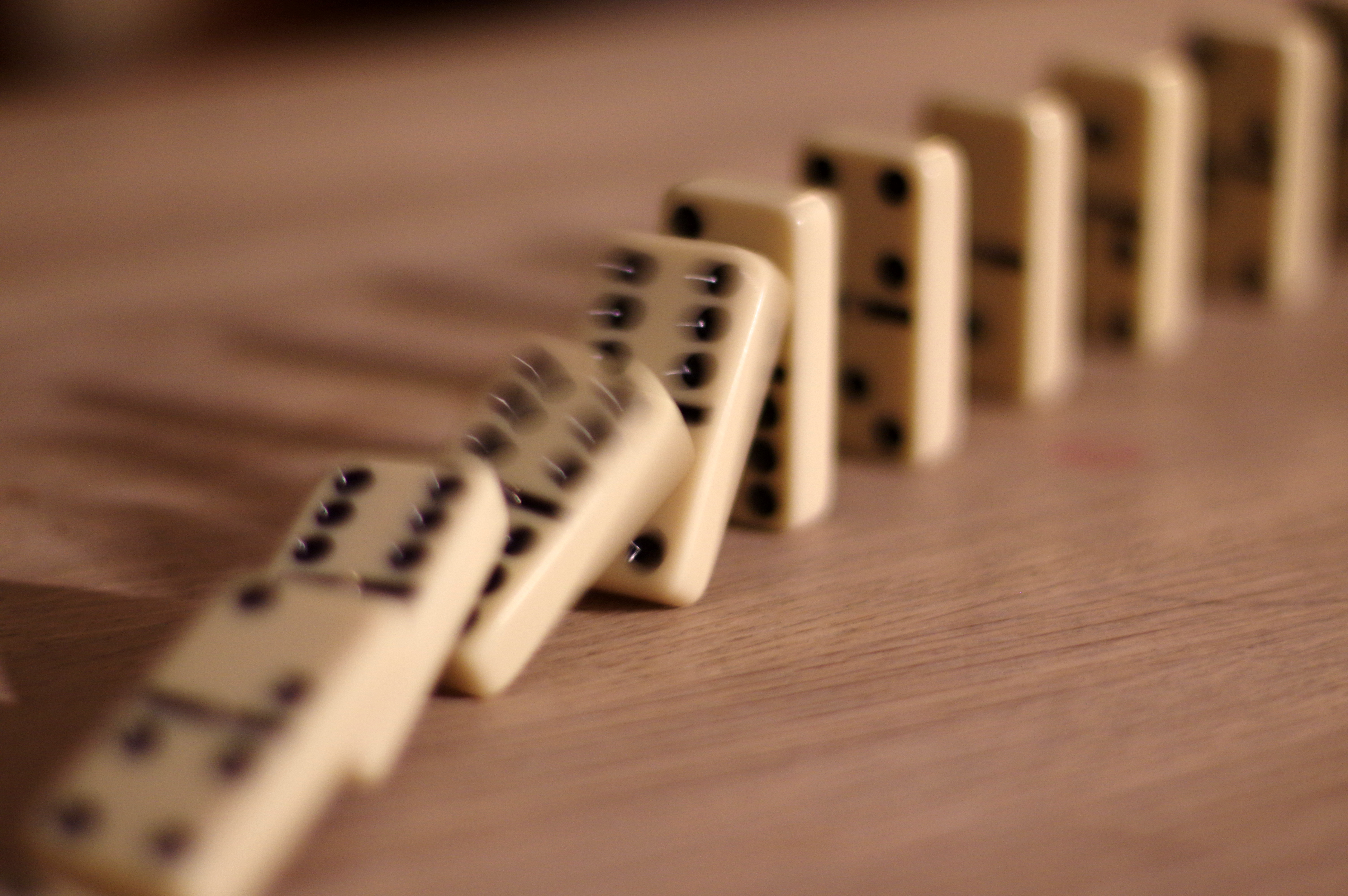
Effetto domino

Il domino a cascata si ottiene posizionando le tessere sull'estremità più corta l'una accanto all'altra, e disponendole negli schemi e nelle sequenze desiderati. La distanza tra due tessere contigue dev'essere tale da permettere che ogni tessera imprima un moto alla successiva. Utilizzando tessere di diversi colori, i costruttori sono in grado di creare modelli e immagini. 
Alcune composizioni includono ampliamenti tridimensionali; forme come spirali e lettere; macchine di Rube Goldberg; particolari tecniche di rovesciamento ed effetti speciali. Solo la prima tessera dovrebbe essere rovesciata a mano per avviare il processo; le altre devono essere rovesciate automaticamente l'una dall'altra in successione. 
A partire da queste semplici regole, è possibile realizzare disposizioni di milioni di tessere, che possono impiegare molti minuti o persino ore per cadere. Per allestimenti ampi ed elaborati, vengono impiegati speciali blocchi (noti anche come tagliafuoco) a distanze regolari per evitare che un ribaltamento prematuro rovini più di una sezione delle tessere pur potendo essere rimosse senza danni.
Sebbene un piccolo domino a cascata possa essere realizzato con le normali tessere del domino, esistono in commercio set di tessere pensati specificamente per questa variante.

## Storia e primati

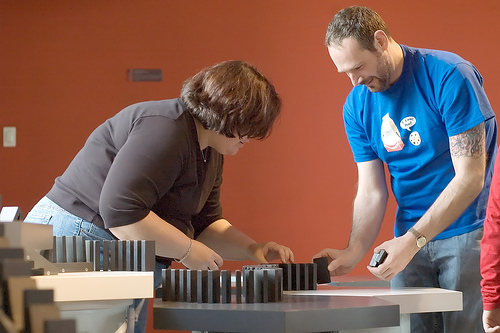
Allineare le tessere per un domino a cascata richiede tempo e pazienza

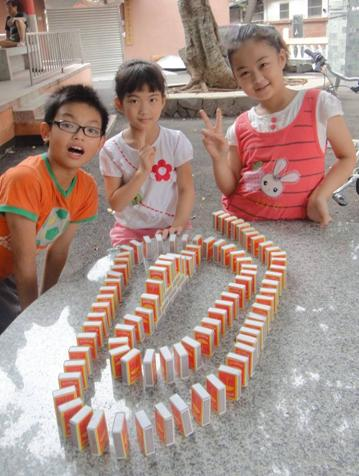
Una semplice composizione realizzata da alcuni bambini

I primi spettacoli di domino a cascata furono quelli di Bob Speca, Jr. di Broomall, Pennsylvania, USA. Nel 1976, all'età di 18 anni, stabilì il primo record mondiale ufficiale per il maggior numero di tessere del domino rovesciate in una reazione a catena, piazzando e rovesciando 11.111 pezzi. Quell'evento e la sua apparizione al The Tonight Show resero popolare il gioco, portando a una competizione di lunga durata tra i costruttori di domino per il record mondiale. 
Nel 1984, Klaus Friedrich dalla Germania è stata l'ultima persona a stabilire da solo un nuovo record mondiale di domino a cascata. Nello stesso anno i registi studenteschi Sheri Herman e Bonnie Cutler della Temple University hanno prodotto e diretto il film And They All Fall Down, che illustra il talento di Speca. Il film fa parte della collezione permanente del Museo del Cinema di Berlino.
Il 9 giugno 1979, l'ingegnere britannico Michael Cairney stabilì un primato rovesciando 169.573 tessere a Poughkeepsie, New York, presso il Mid-Hudson Civic Center a beneficio della National Hemophilia Association. Dopo quindici giorni di allestimento, The World Domino Spectacular è stato lanciato causando la caduta progressiva di 22.000 piedi quadrati di tessere che hanno attraversato mini ponti, innescato un razzo, fatto cadere spirali e una figura di venti piedi a forma di pavone.
I Paesi Bassi ospitano dal 1986 una mostra annuale sul domino a cascata chiamata Domino Day. L'evento tenutosi il 18 novembre 2005 ha fatto cadere oltre 4 milioni di tessere ad opera di un team della Weijers Domino Productions. Il Domino Day 2008 (14 novembre 2008), il team di Weijers Domino Productions ha tentato di stabilire 10 record: L'artista che ha fatto cadere la prima tessera è stata l'acrobata finlandese Salima Peippo.
Un anno dopo, nel 2009, il record mondiale della maggior quantità di tessere del domino rovesciate in una reazione a catena venne fissato a 4.491.863 a Leeuwarden.
A Berlino, il 9 novembre 2009, in occasione del 20º anniversario della caduta del muro di Berlino, sono state rovesciate tessere giganti del domino. L'ex presidente polacco e leader di Solidarnosc Lech Wałęsa ha dato il via al rovesciamento.
Dal 2015, The Incredible Science Machine, un evento internazionale di costruzione multi-team, si tiene ogni anno negli Stati Uniti. A novembre 2017 è stato stabilito il record attuale per il maggior numero di tessere del domino rovesciate in America, con poco meno di 250.000.